# Marks, Mao, Marighella i Guevara
Marks, Mao, Marighella i Guevara (port. Marx, Mao, Marighella e Guevara, M3G) – grupa miejskiej partyzantki z Brazylii.

## Historia
Utworzona w 1969 roku przez Edmura Périclesa Camargo (były członek Akcji Wyzwolenia Narodowego). Guerilla odpowiedzialna była za co najmniej pięć napadów na banki w regionie Rio Grande do Sul. Zaprzestała działalności po zatrzymania Camargo przez policję w 1970 roku.

## Ideologia
Była formacją rewolucyjno-lewicową. Celem M3G była likwidacja brazylijskiej dyktatury wojskowej.